# Les Causses et les Cévennes
Cet article concerne le site inscrit au patrimoine mondial. Pour les territoires qui le composent, voir Grands Causses et Cévennes.
Les Causses et les Cévennes sont deux territoires du Massif central méridional, en France, inscrits conjointement au patrimoine mondial par l'UNESCO depuis 2011 sous l'intitulé « Les Causses et les Cévennes, paysage culturel de l’agro-pastoralisme méditerranéen ». Ces territoires sont parmi les derniers à être dédiés, en Europe occidentale, à l'agropastoralisme.
Le site constitue un paysage de montagnes tressées de profondes vallées qui est représentatif de la relation existant entre les systèmes agropastoraux et leur environnement biophysique, notamment au travers des drailles ou routes de transhumance. Les villages et les grandes fermes en pierre situées sur les terrasses profondes des Causses reflètent l'organisation des grandes abbayes à partir du XIe siècle. Le mont Lozère, faisant partie du site, est l'un des derniers lieux où l'on pratique toujours la transhumance estivale de la manière traditionnelle, en utilisant les drailles.
Les paysages des hautes terres des Causses ont été façonnés par l'agropastoralisme durant trois millénaires. Au Moyen Âge, le développement des villes dans les plaines méditerranéennes environnantes et, en particulier, la croissance des institutions religieuses ont suscité l'évolution d'une structure agraire basée sur l'agropastoralisme, dont les fondements sont encore en place aujourd'hui. Trop pauvre pour accueillir des villes, trop riche pour être abandonné, le paysage des Causses et des Cévennes est le résultat de la modification de l'environnement naturel par des systèmes agropastoraux pratiqués durant un millénaire. Les Causses et les Cévennes présentent pratiquement chacun des types d'organisation pastorale rencontrés sur le pourtour de la Méditerranée (agropastoralisme, sylvopastoralisme, transhumance et pastoralisme sédentaire). La zone a une vitalité remarquable résultant du vif renouveau des systèmes agropastoraux.

## Géographie
Les Causses et les Cévennes sont d'une exceptionnelle richesse écologique. Ils offrent une importante diversité de milieux naturels du fait d'une grande alternance en matière d'altitude, de composition du sous-sol, de climat, etc. Ainsi, ces paysages s'étagent très rapidement de la basse montagne (à 200 m d'altitude) à la moyenne montagne (à 1 700 m d'altitude) ; se composent aussi bien de schiste, de granite que de calcaire, soumis à des degrés d'érosion variés multipliant les niches écologiques) ; et sont soumis à des influences climatiques variées, tant méditerranéennes qu'océaniques et continentales.

### Localisation

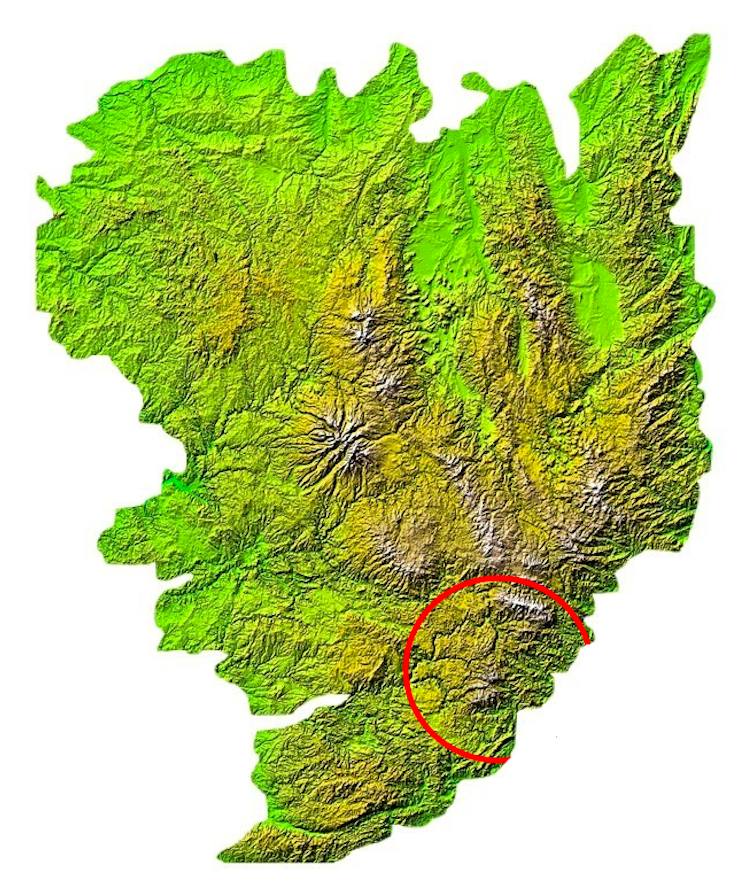
Le site des Causses et Cévennes, au sud-est du Massif central.

Le site des Causses et Cévennes se trouve au sud du Massif central — auquel il appartient — dans le Sud de la France. D'une superficie de 302 319 ha, il s'étend sur les départements français de la Lozère, du Gard, de l'Aveyron et de l'Hérault. Il regroupe partiellement deux sous-ensembles géographiques majeurs, les Grands Causses à l'ouest et les Cévennes à l'est.
Les causses inscrits au patrimoine mondial sont, du nord vers le sud, le causse de Sauveterre, le causse Méjean, le causse Noir et le causse du Larzac, auxquels se rajoutent à l'est de ce dernier les plus petits causses de Blandas, Campestre et Bégon. Ces grands espaces ouverts aux allures de steppe sont entaillés par de nombreuses gorges, notamment celles du Tarn, de la Jonte, de la Dourbie et de la Vis. Les Grands Causses sont délimités au nord par l'Aubrac et la Margeride, au sud par le seuil s'étendant de Bédarieux au Vigan, à l'ouest par le Lévézou et le Saint-Affricain et enfin à l'est par les Cévennes,.
Les Cévennes forment une chaîne montagneuse constituée d'un ensemble de crêtes et de vallées encaissées et parallèles, à cheval sur les départements de la Lozère et du Gard. Les Cévennes sont délimitées par les massifs granitiques du mont Lozère au nord et par celui du mont Aigoual au sud-ouest, dont les sommets sont dévolus aux estives,.
Ce territoire comprend enfin quatre villes-portes que sont Alès à l’est, Ganges au sud, Millau à l’ouest et Mende au nord.

### Topographie

#### Les causses
Les plateaux karstiques des causses culminent à des altitudes comprises entre 750 et 1 200 mètres.
Les causses — dans le périmètre inscrit au patrimoine mondial — comprennent quatre des principaux Grands causses que sont, du nord au sud, le causse de Sauveterre, le causse Méjean, le causse Noir et le causse du Larzac, auxquels se rajoutent à l'est de ce dernier les plus petits causses de Blandas, Campestre et Bégon.
Bordé au sud par les gorges du Tarn et au nord par les falaises du Lot, le causse de Sauveterre est boisé sur environ les trois quarts de sa surface, à l'ouest et au nord. Ces paysages se perpétuent à l'ouest jusqu'au causse de Sévérac, lequel ne fait pas partie du site des Causses et des Cévennes. À l'inverse, le causse est dit ouvert, ou « pelé », dans sa portion est, c'est-à-dire dénué de couvert forestier, en direction du massif du mont Lozère dont il est séparé par les ruisseaux de Montmirat et de Lançon, relié à ce dernier par le col de Montmirat. Le causse de Sauveterre s'étend sur une quinzaine de kilomètres du nord au sud et une trentaine d'est en ouest,.
Cerné à l'ouest et au nord par les Gorges du Tarn et au sud par celles de la Jonte, le causse Méjean est lui aussi boisé sur sa moitié occidentale tandis que l'est du causse est constitué de vastes pelouses. Caractéristiques des paysages des grands causses, ces étendues viennent se heurter à l'est aux gorges de la Jonte et aux vallées des ruisseaux de Frayssinet, du Tarnon et du Tarn. Le causse Méjean s'étend sur une vingtaine de kilomètres du nord au sud et une trentaine d'est en ouest,.
S'étendant de Millau jusqu'au nord de l'Hérault, de la vallée du Tarn jusqu'aux garrigues du Languedoc, le causse du Larzac est le plus vaste et le plus méridional de tous les causses du Massif central. Principalement situé dans l'Aveyron, il vient se heurter aux gorges de la Virenque et de la Vis au sud-est. Il se prolonge néanmoins vers l'est, par delà ses obstacles, par le biais des causses de Campestre-et-Luc et de Blandas. Le massif basaltique de l'Escandorgue marque sa limite ouest.
Le causse Noir quant à lui s'étend des gorges de la Jonte au nord à celles de la Dourbie au sud sur une quinzaine de kilomètres et une dizaine de kilomètres d'est en ouest. S'étageant de 400 à plus de 1 000 m d'altitude, sur une superficie d'environ 200 km2, il se compose essentiellement de pelouses sèches et de landes mais aussi de forêts de pins et de hêtres. Les gorges du Trévezel sépare le causse Noir du petit causse Bégon,. Celui-ci est adossé aux pentes de l’Aigoual dont il est séparé par les gorges de la Dourbie. Sa partie occidentale est boisée — là où le causse domine le village de Nant et la confluence des rivières — tandis qu'à l'est, au niveau des zones de peuplement, le causse Bégon est cultivé (prairies et cultures céréalières) dans un paysage devenu très ouvert.
Enfin, les causses de Blandas et de Campestre sont les prolongements orientaux du Larzac dont ils sont respectivement séparés par les gorges de la Vis et de la Virenque. Ces deux petits causses, d'une superficie d'environ 100 km2 pour le premier et 50 km2 pour le second, dominent le Viganais, ses schistes et sédiments, par delà la faille de l'Arre.

#### Les massifs
Le site des Causses et des Cévennes comprend deux massifs principaux dans sa partie orientale, le mont Lozère au nord et l'Aigoual au sud.
Le mont Lozère domine les Cévennes. Massif le plus étendu du territoire, sur une trentaine de kilomètres, il culmine à 1 699 m au sommet de Finiels, point culminant du département de la Lozère. Ses pentes viennent longer le causse de Sauveterre à l'ouest, au col de Montmirat, à 1 000 m d'altitude et le causse de Mende à la Serre des Countrasts (1 474 m). Au nord, ses pentes sont arrêtées par les ruisseaux du Lot et de l'Altier ; au sud, par les eaux du Tarn. Le massif marque le partage des eaux atlantiques et méditerranéennes,.
Le mont Lozère est marqué par des paysages variés de pelouses, de landes et de tourbières marquées par de nombreux chaos granitiques. Historiquement haut-lieu de transhumance via l'ancienne draille du Languedoc, le recul du pastoralisme provoque le recul et l'enfrichement des anciens pâturages, landes et pelouses sommitales, colonisés par les pins sylvestres et noirs, ce dernier provenant des programmes sylvicoles mis en place à partir de la fin du XIXe siècle,.
Le massif de l'Aigoual culmine à 1 565 m. Moins étendu que ce dernier, ce massif granitique voit ses pentes septentrionales descendre progressivement jusqu'à la Jonte et le ruisseau de Fraissinet, à la bordure sud du causse Méjean. Les deux ensembles se rejoignent via l'isthme formé par le col de Perjuret. Vers l'ouest, les pentes viennent former les gorges de la Dourbie et du Trévezel, à la frontière du causse Noir. À l'inverse, le versant sud du massif forme un véritable mur surplombant de plus de 1 000 m la vallée de l'Hérault qui y prend sa source tandis que ses pentes forment, au sud et à l'est, les spectaculaires crêtes cévenoles (les serres).
Autrefois couvert de forêts puis de forêts et de bons pâturages à compter du XVIIIe siècle, sans doute déjà en partie remplacé dès le XIIe siècle par des vergers de châtaigniers, la forêt et les sols surexploités s'y dégradent brutalement au XIXe siècle, engendrant des crues catastrophiques (1844, 1856, 1861 et 1868 notamment). C'est alors sur ce mont et dans son massif qu'a été entreprise au XIXe siècle la première grande opération de reboisement antiérosif en France (constitution d'une forêt de protection sur les sols érodés par la déforestation et le surpâturage, appuyées par les premières bases scientifiques de la phytosociologie et de la pédologie).
La montagne du Bougès est un petit massif entre les monts Lozère au nord et Aigoual au sud-ouest, le causse de Sauveterre formant sa frontière occidentale et la plaine d'Alès sa limite orientale. Troisième massif cévenol en altitude, il est un contrefort du mont Lozère. Ses pentes sont assez irrégulières : au sud, les flancs schisteux sont fortement ravinés jusqu'à la vallée de la Mimente, recouvertes de landes, petits pâturages et bois ; au nord les pentes granitique, apparentées au mont Lozère, d’abord fortement prononcées, s'adoucissent en se reprochant de la vallée du Tarn. Des replats perchés y apparaissent au fur et à mesure que les schistes laissent place aux granites. Il culmine au signal du Bougès (1 421 m).
La montagne du Lingas est un massif granitique, prolongement occidental de l'Aigoual, enserré par les vallées de l'Arre encaissée et calcaire (au sud) qu'il domine de près de 1 000 m et le sépare du causse de Blandas, et les vallées de la Dourbie et du Bonheur (au nord). Il abrite depuis son important reboisement à la fin du XIXe siècle de grandes forêts de hêtres, de sapins et épicéas parmi lesquelles sont ménagés des espaces de pâturage. Son versant oriental, typiquement cévenol, abrite châtaigneraies et hameaux le long de serres et valats schisteux puis chênaies vertes et garrigue au contact des calcaires de la vallée du Vigan. Il culmine au rocher de Saint-Guiral qui offre un point de vue sur les Causses et le Languedoc,.

#### Les vallées cévenoles
Les vallées cévenoles, orientées principalement du nord-ouest au sud-est en direction de la mer Méditerranée, en parallèle au Mont Lozère jusqu'au pays viganais, s'étagent de 250 à 1 000 m d'altitude. Elles prennent naissance dans les massifs et débouchent dans la plaine d'Alès, de Saint-Ambroix à Anduze ou au pied des premiers contreforts des Cévennes du Vigan ou de Ganges. Elles figurent d'ailleurs parmi les plus anciennes voies de communication reliant la Méditerranée au Massif central, notamment pour la transhumance du bétail. Ces vallées peuvent s'étirer sur une trentaine de kilomètres. S'y déploie une grande variété climatique, des climats montagnards des plus hauts versants à la douceur méditerranéenne à leurs débouchés,.
Elles se caractérisent par leur encaissement et leur enchevêtrement. Elles se présentent par une alternance de grandes vallées encaissées (les « valats »), taillées dans les schistes et de crêtes étroites (les « serres ») qui les séparent les unes des autres, le plus souvent parallèlement. Fortement boisées, on y retrouve l'ancienne châtaigneraie vivrière, emblématique des Cévennes, ainsi que des forêts de pins et de chênes ayant colonisé celle-ci, d'abord par la main de l'Homme puis à la suite de l'abandon des lieux et de leur enfrichement.
L'unité paysagère de ces vallées est très marquée, tant du fait de la topographie particulière des serres et des valats, de l'homogénéité de l'aménagement rural, très dispersé, que de l'importance du manteau forestier et des traces laissées par les anciennes activités, notamment castanéiculture, sériciculture et transhumance. Les drailles reliaient les plaines méditerranéennes et les terres de pâturage de l’Aigoual, du Mont Lozère et de la Margeride.
On y dénombre une vingtaine de vallées principales fortement ramifiées que l'on peut regrouper en quatre catégories, correspondant d'une part à une organisation historique et d'autre part au sentiment d'appartenance de leurs habitants. Ce sont ainsi les vallées centrales des Gardons et les anciennes vallées minières du bassin charbonnier d’Alès, incluses marginalement dans le périmètre du site des Causse et des Cévennes ; les vallées granitiques et calcaires des Cévennes méridionales et enfin la vallée amont de l’Hérault et de ses affluents cévenols.
Le site des Causses et des Cévennes comprend notamment, du nord vers le sud, la haute vallée du Luech, au pied du mont Lozère et au climat déjà méditerranéen, couverte de chênes verts, de genêts et d'une châtaigneraie ; la can de Barre et le plan de Fontmort, au bord du Bougès et leur écheveau de serres et valats encaissés dans le schiste, aujourd'hui presque vides de toute activité humaine ; la haute vallée Française dominée par la Corniche des Cévennes ; la vallée Borgne qui se déploie de l'Aigoual jusqu'aux vallées des différents gardons ; la vallée de Valleraugue aux paysages emblématiques des Cévennes, à la source de l'Hérault ; la vallée du Rieutord et la vallée de la Salindrenque dominées toutes deux par la montagne du Liron et la grande draille cévenole de la Margeride,.

### Géologie
La structure géologique du site des Causses et des Cévennes comprend principalement trois grands ensembles.

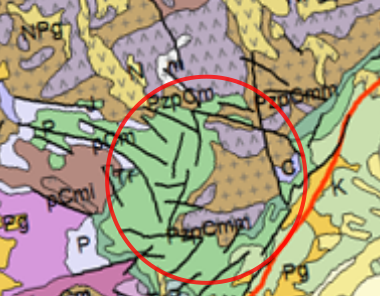
Carte géologique du Massif central méridional, le site des Causses et Cévennes est cerclé de rouge.
calcaire,
schiste,
granite.

En premier lieu, les Causses sont constitués de sédiments marins de l’ère secondaire (150 à 200 millions d’années). Ils font partie de la couverture sédimentaire méridionale du Massif central, conservée dans des dépressions ou des fossés d'origine tectonique. Les sédiments se sont déposés au Jurassique dans un golfe aux eaux chaudes encadré de blocs hercyniens plus ou moins soulevés et délimité par des failles correspondant à des lignes de faiblesse du socle. L'axe médian de la sédimentation de la région des causses correspond à une ligne allant de Millau à Mende : c'est là que les sédiments sont les plus épais (1 500 m par endroits). Ces roches sédimentaires ont ensuite été exhaussées par la surrection des Pyrénées et des Alpes à l'ère tertiaire. Les dépôts désormais à l'air libre vont être soumis à l'érosion karstique — les Grands Causses formant l’une des plus importantes structures karstiques d’Europe occidentale — : les cours d'eau, en particulier le Tarn et la Jonte, vont y creuser, au fil du temps, des gorges ou former des cavités souterraines comme au Tindoul de la Vayssière. La dolomie, en s'érodant, a produit des chaos comme à Montpellier-le-Vieux ou Nîmes-le-Vieux,.

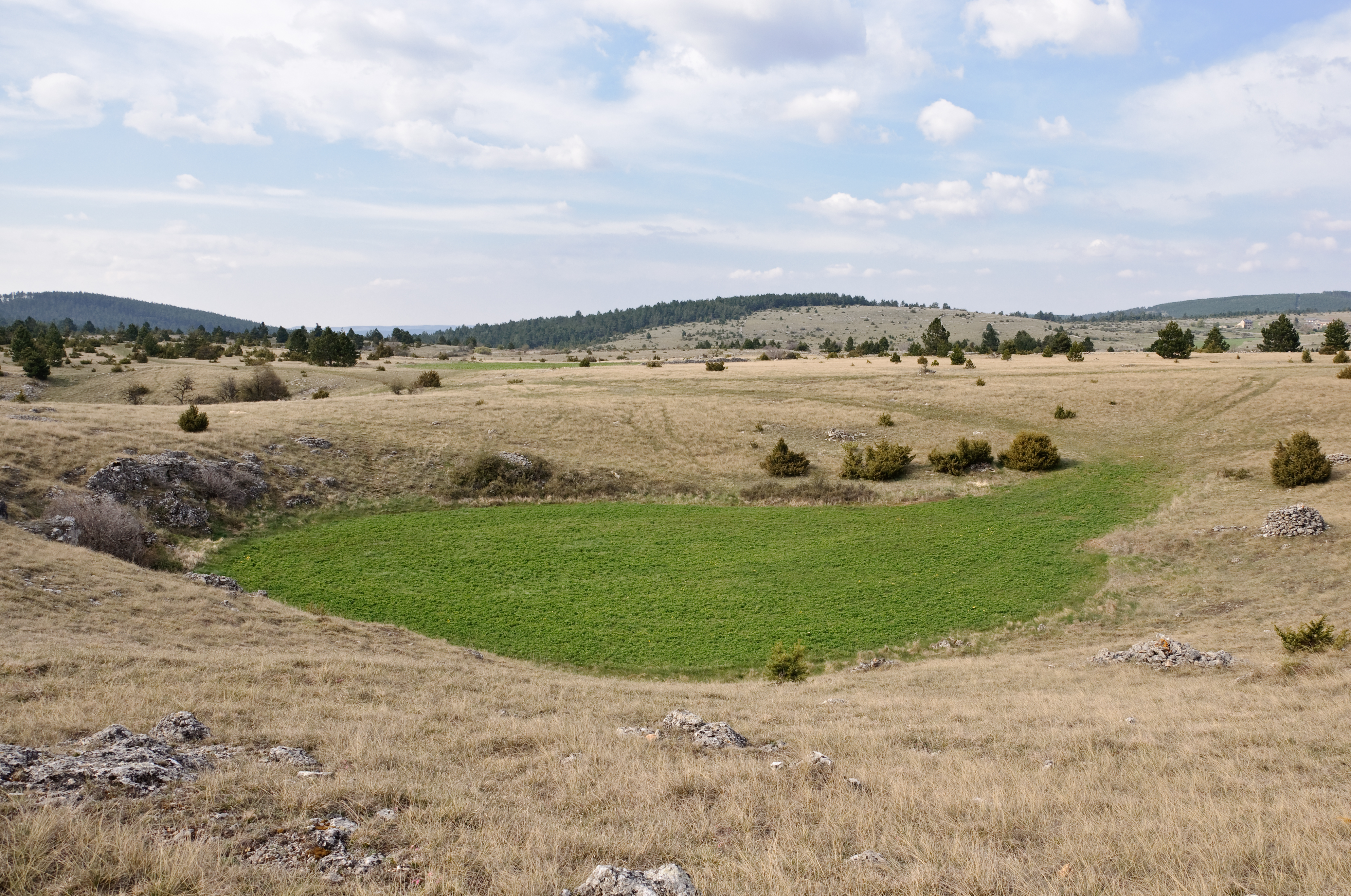
Doline sur le causse de Sauveterre.

Dolines et avens sont caractéristiques des milieux karstiques. La dissolution des calcaires de surface conduit à la formation de dépressions circulaires — les dolines —mesurant de quelques mètres à plusieurs centaines de mètres de diamètre. La rétention locale d'eau qu'elle permet les rend propices au développement d'un microclimat spécifique et d'une riche végétation, qui contraste avec le plateau calcaire environnant, leur conférant une fonction d'habitat et éventuellement de refuge naturel pour de nombreuses espèces. Un aven est un abîme typique des causses, formé par l'effondrement de la voûte d'une cavité karstique ou la dissolution des couches calcaires par l'eau de pluie.
En second lieu, les basses Cévennes sont constituées de micaschistes métamorphiques de l’ère primaire (Cambrien et Ordovicien, de 550 à 450 millions d’années). Ces schistes résistent peu à l'érosion, c'est pourquoi ce territoire est entaillé de nombreuses vallées très encaissées.
En troisième lieu, les hautes Cévennes sont constituées de deux massifs granitique, le mont Lozère au nord et le mont Aigoual au sud. Ceux-ci sont vieux d'environ 300 millions d’années et ont percé à travers les schistes. Ces massifs sont reliés par un « faisceau de filons de micro-granite en arêtes ». L'altération du granite par l'érosion crée de « spectaculaires chaos ». Cette érosion provoque également un phénomène géomorphologique relativement rare de capture de cours d'eau du bassin de la Garonne qui se retrouve tributaire du bassin hydrographique Rhône-Méditerranée-Corse (comme les affluents du Luech ou de l’Arre).
Le tout est limité au sud-est par la faille des Cévennes de direction NE-SO, qui n'est plus active aujourd'hui. C'est une faille qui existe probablement depuis l'ère hercynienne (Paléozoïque) en fonctionnant comme un accident décrochant dextre. Elle est réactivée durant l'Éocène (40 Ma) en décrochement sénestre puis est le témoin durant l'Oligocène (30 Ma) d'une phase tectonique extensive (formation du fossé d'Alès). Sa réactivation est en partie liée à l'orogenèse pyrénéenne.
D'une manière générale, les pentes comme l'érosion sont plus marquées sur le versant méditerranéen.

### Climat
À l'interface de plusieurs ensembles géographiques marqués, le territoire des Causses et des Cévennes hérite d'une grande diversité climatique.
Les causses sont ainsi partagés entre les grands types de climat que l'on rencontre sur le territoire français : méditerranéen (sud du Larzac, causses de Blandas et Campestre), océanique (nord du Larzac, ouest du Méjean, causses Noir et Bégon) et continental (nord du causse Méjean et causse de Sauveterre). L'altitude de ces derniers leur fait bénéficier d'un climat montagnard accompagné, par exemple, de plus de trois mois de gel dans l’année.
Les Cévennes connaissent majoritairement une influence méditerranéenne et bénéficient par exemple d'un excellent ensoleillement. Mais là aussi, la variété des altitudes et des versants multiplie les nuances climatiques. Les microclimats y sont fréquents : en altitude, celui-ci est montagnard (trois mois de gel annuel, printemps tardif, etc.) ; dans certaines vallées méridionales, comme la Vallée-Française, la douceur des températures permet l’acclimatation de plantes méditerranéennes.

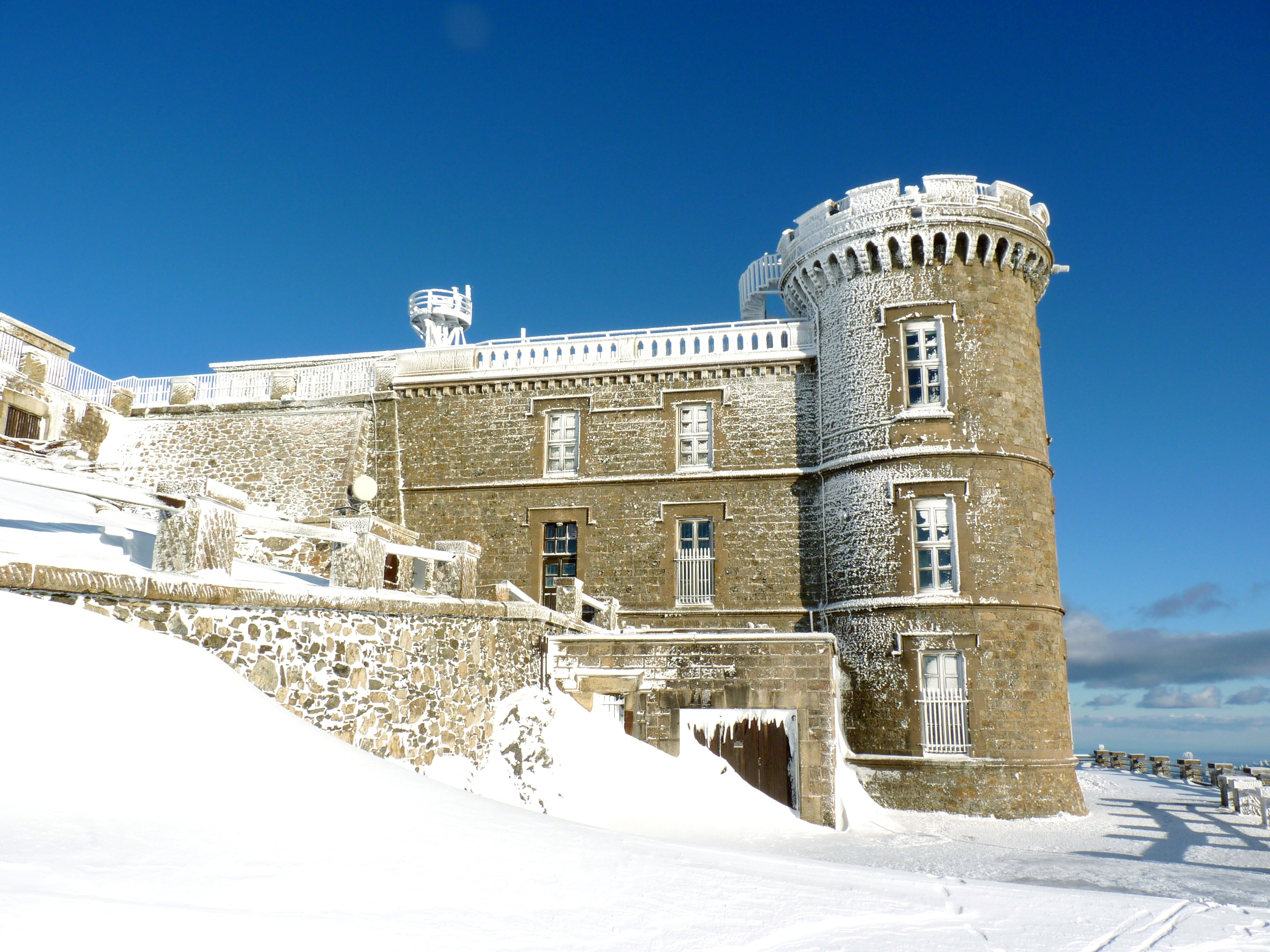
L'observatoire météorologique du mont Aigoual.

Le relief a également tendance à exacerber le climat méditerranéen en provenance de la plaine languedocienne. Instabilité et irrégularité en sont ainsi des traits significatifs illustrés par les épisodes cévenols. Ces épisodes méditerranéens se produisent — principalement en début d'automne — lorsque les vents chaud et humides en provenance de la mer Méditerranée se dirigent vers le nord et auxquels les Cévennes font obstacle. Cet air chaud rencontre alors l'air froid d'altitude provoquant la formation d'orages. Ces derniers ont la particularité d'être stationnaires car bloqués par le massif. Ils peuvent ainsi durer plusieurs heures, provoquant des pluies torrentielles, de l'ordre de 200 mm de pluie en 24 heures, l'équivalent parfois de plusieurs mois de précipitations en seulement quelques heures ou jours,. Ces pluies persistantes — localement jusqu'à 100 mm par heure — quoique modérées dans leur intensité provoquent la saturation des cours d'eau et occasionnellement leur débordement. Le phénomène peut être renforcé par l'emplain, c'est-à-dire l'effet cumulé de la houle sur la Méditerranée et l'élévation du niveau de la mer qui l'accompagne. Celui-ci ralentit l'écoulement des fleuves et accroit l'effet dévastateur des crues.
Les massifs quant à eux, connaissent des climats très rudes. C'est notamment le cas de l'Aigoual, fréquemment balayé par des rafales et des précipitations extrêmement intenses. Celui-ci est l'un des lieux les plus humides de France avec plus de 2 m de pluie par an, auxquels s'ajoutent près de 240 jours de brouillard et des vents soufflant à plus de 60 km/h pendant 265 jours. C'est à son sommet qu'a d'ailleurs été enregistré la plus forte rafale du pays à près de 360 km/h.

### Hydrographie
Les Causses et des Cévennes présentent deux systèmes hydrographiques distincts. Dans les causses, les eaux de surface sont peu nombreuses, s'infiltrant très rapidement dans le sous-sol calcaire ; les réservoirs souterrains y sont à l'inverse très importants. Les Cévennes quant à elles sont striées par la présence de nombreuses rivières, du fait notamment d'importantes précipitations, l'Aigoual étant le massif méditerranéen le plus arrosé de France. Ces pluies souffrent cependant d'une grande variabilité annuelle, conférant à l'hydrographie cévenole sa typicité comme les crues intenses des épisodes cévenols. L’axe nord-est/sud-ouest des Cévennes constitue par ailleurs la ligne de partage des eaux entre les bassins versants atlantique et méditerranéen. Les principaux cours d'eau y sont respectivement le Tarn, le Lot — lequel coule en dehors du territoire inscrit — et la Dourbie d'une part ; l'Hérault, la Cèze — laquelle coule également uniquement dans la zone tampon du territoire — et les différents Gardons d'autre part.

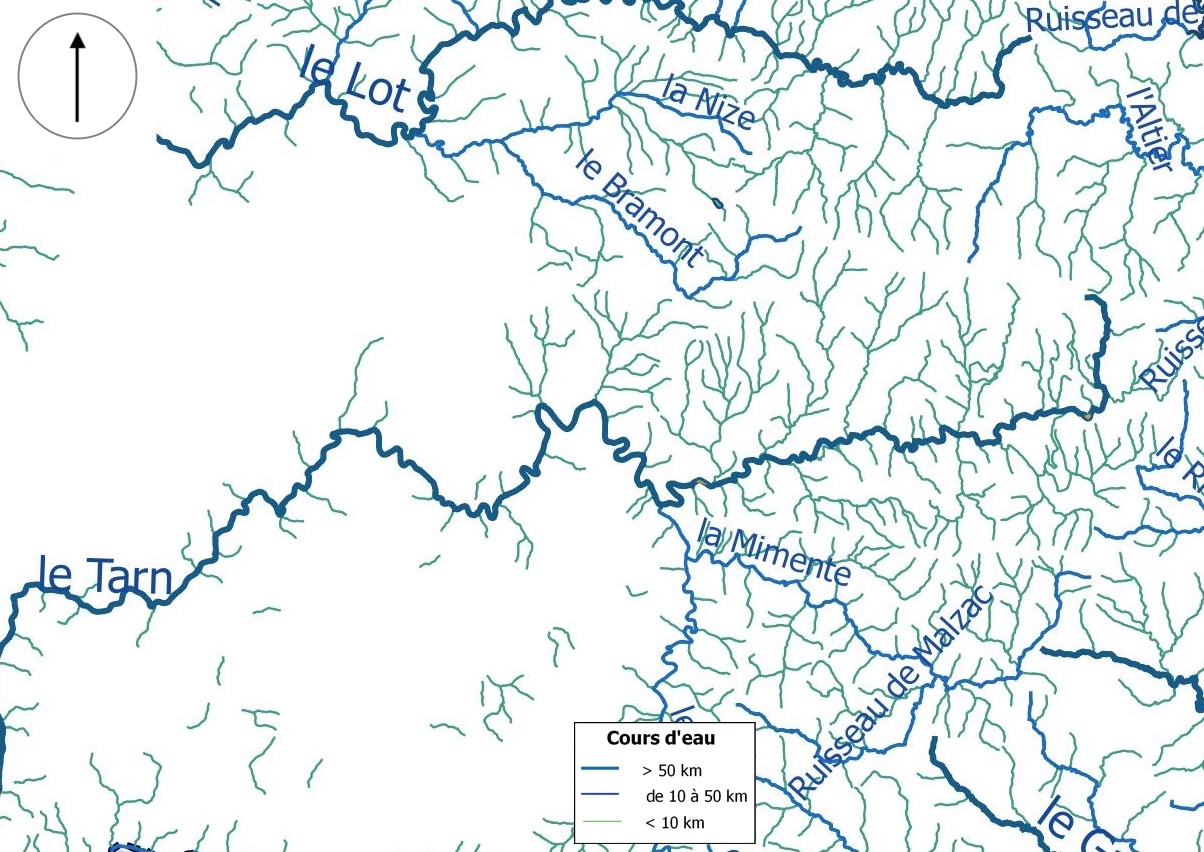
Les deux systèmes hydrographiques sont bien identifiables.
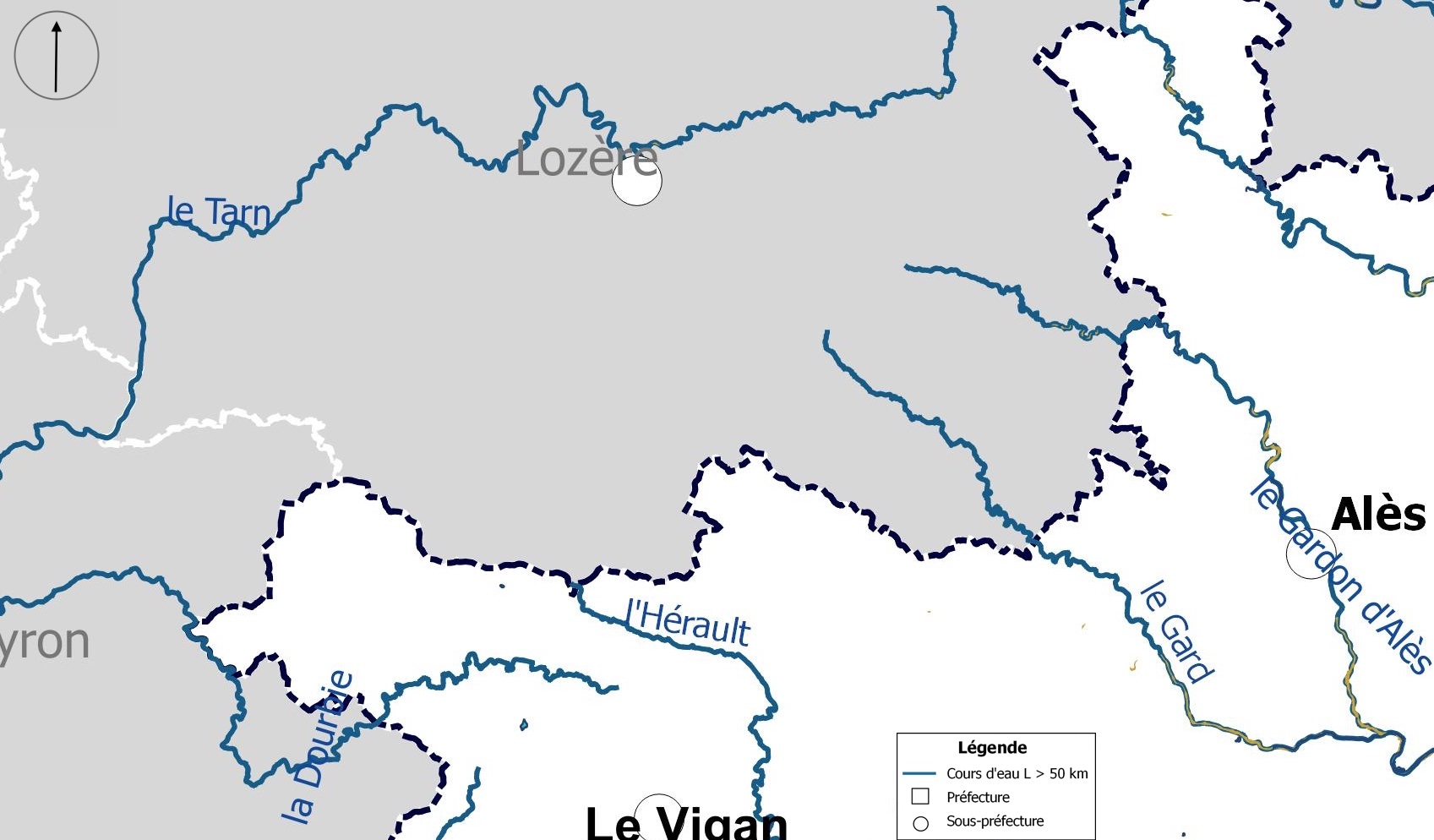
Les principaux cours d'eau du territoire.

Les causses doivent une part de leur spécificité aux gorges qui les entaillent et, ce faisant, les séparent.
Le Tarn prend sa source au cœur du mont Lozère et s'écoule en direction de l'ouest, séparant ce massif de celui du Bougès. La rivière sépare ensuite les causses de Sauveterre et Méjean, coulant au fond de gorges auxquelles elle donne son nom. Plus au sud, deux rivières prennent leur source au col du Perjuret qui relie le causse Méjean à l'Aigoual : le Tarnon, qui coule plein nord jusqu'à Florac où, après avoir reçu les eaux de la Mimente, il se jette dans le Tarn ; la Jonte qui elle coule en direction de l'ouest où elle finit par former des gorges séparant les causses Noir et Méjean. Elle se jette elle-aussi dans le Tarn arès un parcours tout à fait opposé. Jonte et Tarnon forment, aux côtés du ruisseau de Fraissinet, la « couture » entre causses et Cévennes.
Le bonheur, petite rivière prenant sa source au pied de l'Aigoual, se perd rapidement dans un gouffre — « la perte du Bonheur » — qui la voit ressurgir quelques centaines de mètres plus loin dans une reculée, l'abîme de Bramabiau. Il se jette dans le Trèvezel qui lui s'enfonce dans les schistes bordant l'Aigoual avant de s'engouffrer dans des gorges entre les causses Noir et Bégon, jusqu'au village de Trèves où il rejoint la Dourbie. Le cours de celle-ci s'enfonce également progressivement dans des gorges jusqu'au Tarn. Plus au sud, la Vis entaille à son tour les causses de Campestre-et-Luc, de Blandas et du Larzac et contribue à différencier ces entités.
Les cours d'eau cévenols sont quant à eux marqués par leur instabilité, à sec prolongés comme crues violentes. Leurs cours sont donc traditionnellement aménagés par de nombreux dispositifs hydrauliques servant tant les intérêts agricoles que la protection des populations.

## Histoire

### Protohistoire et Antiquité

#### Un territoire occupé depuis le Néolithique
L'occupation humaine dans les Causses, tout particulièrement sur le causse Méjean, remonterait au Néolithique moyen comme le montre l'existence de centaines de sites mégalithiques. C'est au Néolithique final, vers 2500 avant notre ère, que l'agropastoralisme se généralise. Les plus anciennes traces d'activités agropastorales se retrouvent à l'ouest du causse Méjean, sur un site difficile à dater mais remontant probablement au premier millénaire avant notre ère. Il s'agit de champs délimitées par des alignements empierrés, voire d'enclos refermés par des murets. D'une manière générale, le territoire commence à cette période à être aménagé : chemins, maçonnerie de ravines, clapas, etc. La Protohistoire voit ainsi l'agropastoralisme caussenard se mettre en place. L'habitat se limite aux vallées, aux bordures des plateaux qui les dominent et à quelques dolines à l'intérieur des causses ; ces derniers, très boisés à cette époque, semblent avant tout servir de territoires de chasse et, à partir de la fin du Néolithique, de pâtures.
Les Cévennes sont elles aussi habitées au Néolithique et marquées par le mégalithisme. L'habitat permanent s'y limite cependant aux vallées tandis que les crêtes semblent n'être qu'une zone de passage lors de la transhumance. La fin du Néolithique voit une diminution de la démographie qui reprendra au cours des deux millénaires suivants du fait de l'importance que revêtent ces vallées comme lieux de passage, agricole et commercial. Le tracé de certaines de ces drailles remonterait au deuxième millénaire, d'où la présence de mégalithes aux abords de certaines d'entre elles.

#### Une intensification des échanges dès l'époque celte
Les Celtes arrivent dans la région au début du premier millénaire avant notre ère et entraînèrent la création d'oppida sur les promontoires des Causses. De cette époque date la fondation de villes comme Rodez (Segodunum, fondée par les Rutènes). La démographie caussenarde augmente alors et les échanges s'intensifient. L'aménagement des voies traditionnelles de la région — corniche des Cévennes et chemin de Régordane — est attribuée aux Celtes pour relier respectivement l'actuelle Nîmes à Anderitum et à Gergovie. S'y croisent alors les routes du vin, du sel et de l'huile et celles des céréales, des produits de l'élevage, de la sylviculture et des mines. De même, le Larzac est une importance zone de passage : la route passe par Lodève, Millau et Séverac — où l'on découvrira de l'ambre de la Baltique, preuve de la vitalité des échanges.

#### Des confins de la Gaule narbonnaise aux conquêtes germaniques
La conquête romaine, à compter de la fin du IIe siècle av. J.-C., ne modifiera pas ces équilibres, les Causses comme les Cévennes se trouvant en marge de la Gaule narbonnaise. Peu de bouleversements démographiques s'ensuivent : peu de villae et de bourgs d'origine galloromaine ont été recensés, si ce n'est en marge du territoire comme Florac ou Génolhac. Plus généralement, la région subit peu l'influence de Rome — on y dénombre peu de fonctionnaires romains — et demeure éloignée du développement économique de la province. Les échanges se poursuivent néanmoins : le territoire demeure un axe de transit pour les marchandises — le grand axe nord-sud traversant le Larzac devenant voie romaine — : ainsi de la voie Régordane qui voit par exemple, selon le témoignage de Pline l'Ancien, l'acheminement jusqu'à Nîmes de fromages. Des foyers économiques apparaissent néanmoins. Ainsi des fabriques de céramique près de Millau dont la production de vases s'écoule à travers l'ensemble du monde romain ou des ateliers de poterie par centaines, les plus importants pouvant cuire jusqu'à 40 000 pièces par fournée. En parallèle, les Causses sont défrichés du fait des besoins en bois, tant pour les fours que pour l'extraction de la poix des résineux tandis que les basses Cévennes et le massif du mont Lozère font l'objet d'exploitations minières (au Vialas ou au Bleymard).
Les Wisigoths, qui règnent sur le Royaume de Toulouse, dominent le sud de la Gaule à la suite de l'Empire romain et mènent des incursions dans la région. Ceux-ci sont progressivement refoulés au sud des Pyrénées par les Francs, ne conservant au nord que la Septimanie, région comprenant la partie méridionale des Causses et des Cévennes. Ce territoire voit donc passer la frontière entre les deux aires politiques. Les Sarrasins mettent un terme à la présence wisigothe et occupent les Cévennes au mitan du VIIIe siècle, entre 720 et 750, avant d'en être eux-mêmes chassés par les armées de Pépin le Bref en 759. La mémoire de la progression franque au cœur des Cévennes est parvenue jusqu'à nous par la toponymie, avec notamment la vallée Française ou le Gap-Francès. Cette période d'instabilité chronique provoque une réorganisation de l'habitat au sein de petites cités fortifiées — comme Le Vigan — ou haut-perchées.

### L'empreinte agropastorale du Moyen Âge

#### L'impact du monachisme sur le développement de l'agropastoralisme
L'importante empreinte de l'agropastoralisme sur les paysages caussenards et cévenols est essentiellement issue des derniers siècles du Moyen Âge, fruit de l'organisation mise en place par les différents ordres religieux locaux. La christianisation, qui se déploie principalement entre les VIIe et XIe siècles, s'accompagne de l'installation d'établissements monastiques qui vont durablement marquer le développement de la région. Les abbayes d'Aniane et de Saint-Guilhem-le-Désert dans le Languedoc ou de Conques dans le Rouergue vont chercher à en tirer profit.
Le monachisme s'y développe notamment sous l'impulsion de saint Benoît d’Aniane dont la biographie renseigne sur la pratique par les moines, dès le  IXe siècle, de l’élevage ovin et de la transhumance. Rapidement, ces établissements religieux entrent en possession d'importants territoires de parcours et d'estive, notamment sur les causses Noir et Méjean. De manière générale, ils essaiment sur l'ensemble du territoire par le biais de l'agrandissement de leurs propriétés foncières et de l'extension de l'élevage. Ces « moines-bergers » établissent un certain nombre de celles le long des chemins de transhumance, lesquelles participent à fixer les populations et deviendront des églises. Les plus importants d'entre eux étaient de véritables prieurés situés aux abords des gués, ponts et autres cols.
La transhumance permet la perception par les seigneurs, laïcs ou religieux, d'un droit de passage. Il est le pendant du droit de pulvérage du Code de Théodose, légitimé par la poussière dégagée lors du passage des troupeaux et destiné au dédommagement des cultivateurs. L'abbé de Saint-Guilhem reçoit ainsi un agneau au passage de chaque troupeau.
Aux XIIe et XIIIe siècles, le paysage cévenol se compose d'une importante chênaie, de vignobles jusqu'au Mont Lozère tandis que les monts se couvrent de terrasses propices à la culture céréalière et d'oliviers. Le développement de l'élevage favorise la production de fromages, laine et cuirs, produits clé de l'économie locale.

##### L'impulsion des ordres religieux militaires sur les Causses
Au XIIe siècle, les Templiers se voient offrir les droits détenus sur le Larzac par les établissements monastiques et certains seigneurs locaux comme le vicomte de Millau en l'échange de rentes, en argent et en nature. Leurs possessions sont tout autant des établissements agricoles que des lieux de recrutement ou au contraire de retraite pour les membres les plus anciens de l'Ordre. Ils vont ainsi s'efforcer de maitriser la question de l'eau afin d'assurer l'alimentation du bétail et des hommes, mettre en culture l'ensemble des terres labourables, les terres incultes étant laissés au parcours des ovins. Sur le Larzac, les Templiers mettent en culture l'ensemble des terres labourables au profit de fermiers et se réservent le surplus, les « dévèses », pour l'élevage (équin, pour le service militaire et hospitalier, bovin et ovin, le plus important). Ils contribuent grandement — et après eux les Hospitaliers — à l'aménagement du territoire des causses et mettent ainsi en œuvre le passage du pastoralisme strict à l'agropastoralisme. Ils participent de l'unité de ce territoire : leurs possessions s'étendent des Causses aux Cévennes, à l'image de la commanderie de L’Hopital de Gap-Francès sur le Mont Lozère, laquelle s’étendait de l’Aubrac jusqu'aux vallées cévenoles. La fin de l'ordre des Hospitaliers de Saint-Jean-de-Jérusalem lors de la Révolution française ne fera pas disparaitre l'empreinte qu'ils ont laissé sur le territoire.
L'influence de ces ordres religieux militaires se ressent jusque dans la démographie. De dispersées, elles se regroupent au sein de villages fortifiés comme Sainte-Eulalie-de-Cernon, La Cavalerie et La Couvertoirade. Cette concentration de population assure tant leur sécurité — conséquence notamment de la Grande Peste, à partir de 1348 — qu'un meilleur contrôle de l'activité agricole et participe à nouveau de l'aménagement de ces territoires : construction de chemins bordés de murettes, de bergeries isolées (les « jasses ») ou encore de lavognes.
Cette intense activité permet l'accroissement de la production agricole qui envahit les marchés du sud de la France et génère d'importants revenus aux ordres templiers et hospitaliers. Elle marque également le début de la complémentarité socio-économique entre ces terres et les plaines méditerranéennes.
Les XIVe et XVe siècles voient plusieurs calamités affecter le territoire des Causses et des Cévennes. C'est tout d'abord la peste noire, laquelle n'épargne pas la région et provoque une montée de l'insécurité ; c'est ensuite l'apparition du petit âge glaciaire qui condamne l'étage supérieur de la châtaigneraie, laquelle est abandonnée notamment sur les versants océanique du Bougès et du sud du mont Lozère, ainsi que la culture de la vigne. S'ensuit notamment une intense famine, forçant une partie de la population à émigrer pendant cette période.

### Un développement brutalement interrompu

#### La naissance du «paysage cévenol»
Arbre emblématique du paysage cévenol, le châtaignier, aussi appelé arbre à pain ou pain de bois, est à la base de l'alimentation locale, tant humaine qu'animale. De surcroit, son bois est imputrescible et naturellement protégé de la vermine. La tradition orale rapporte que ceux-ci auraient initialement été plantés par des moines défricheurs entre les Xe et XIIe siècles ; cependant, un certain nombre de fossiles du miocène supérieur ainsi que des analyses polliniques font remonter sa présence en Cévennes à la fin de la dernière glaciation. Les moines auraient simplement favorisé son implantation par leurs défrichements et leurs pratiques agricoles. Ce n'est toutefois qu'au XVIe siècle que le massif devient une châtaigneraie, à savoir un espace de monoculture, par multiplication des plantades. C'est à cette époque que l'on peut dater la « naissance du paysage proprement cévenol », auparavant comme tant d'autres régions, marquées par le polyélevage et l'agriculture vivrière. La culture du châtaignier s'impose par le besoin d'une culture d'appoint, les terres pauvres produisant de trop faibles rendements céréaliers. La châtaigneraie est dévastée lors de l'hiver de 1709, particulièrement rude, et se voit concurrencée par le mûrier (« l'arbre d’or ») du fait de son meilleur rendement économique. C'est ainsi que le versant méditerranéen des Cévennes se recouvre de terrasses de mûriers, tandis que le versant océanique, inadapté, conserve sa châtaigneraie.
La mise en valeur du territoire s'explique également par le fait qu'à cette époque, les plaines languedociennes sont insalubres et incultes mais aussi par la croissance de la population. En effet, à la suite des Guerres de Religion les Cévennes deviennent un refuge pour les réformés. Comme l'écrit André Chamson, « la laine suinte l’hérésie ».
Entre les XVIIe et XVIIIe siècles, le modèle agricole est structuré entre petits exploitants (culture céréalière vivrière et élevage ovin pour le fumier, la laine, la viande et marginalement le lait), grands propriétaires terriens, dont les ordres religieux, déléguant sous forme d'affermage ou de métayage et, enfin, petits paysans occasionnellement embauchés par les précédents. Ces paysages témoignent, à la fin de l'Ancien Régime, d'une histoire agraire unique en ce qu'à l'opposé de la majeure partie de l'Europe, le système agricole des Causses et des Cévennes s'appuie non sur la production céréalière — laquelle assure alors l'essentiel de l'alimentation — mais le pâturage, au sein de champs ouverts, sans petite propriété (seuls les aristocrates détenaient des droits de propriété individuelle sur le sol). L'élevage carné, au lieu d'être une production par défaut, sur des terres incultes à la production céréalière, y est au contraire une activité autonome et de premier ordre.

#### Une brève prospérité avant le temps des crises
De la fin du XVIIIe siècle au mitan du XIXe siècle, les Causses et les Cévennes connaissent une période de prospérité inédite. La sériciculture se développe dans les vallées cévenoles, tandis que la châtaigneraie est restaurée et étendue. Les magnaneries — au plus près des plantations de mûriers — et les filatures — en fond de vallée, au bord des cours d'eau — font leur apparition. Parallèlement, le sous-sol des basses Cévennes, qui recèle notamment du plomb argentifère et du charbon, est exploité. Les Causses sont de leur côté marqués par un essor économique important à la suite de la Révolution française :  l'abolition des privilèges permet la construction, par les propriétaires terriens, de pigeonniers, moulins, canaux, etc. En conséquence, la population caussenarde double entre 1780 et 1810, jusqu'à atteindre un maximum de 20 habitants au km2. À compter du XVIIIe siècle se développent par ailleurs les fourrages artificiels (luzerne, trèfle) : le cheptel du Larzac passe ainsi à 250 000 têtes ; la production de roquefort à 600 000 kg. L'élevage se retrouve ainsi décorrélé de la culture céréalière et la production carnée augmente à travers l'Europe, diminuant la spécificité et l'intérêt du système agropastoral, qui commence à reculer.
Après cette parenthèse de prospérité, les Causses et les Cévennes vont subir de plein fouet des crises sans précédent. La vitalité économique cévenole s'effondre à partir de la seconde moitié du XIXe siècle, lorsque le ver à soie est décimé par la pébrine tandis que les marchands — lyonnais notamment — se tournent vers les soieries d'extrême-Orient. La même époque voit la maladie de l’encre attaquer les châtaigniers. Quant à la laine, son cours a commencé à s'effondrer à partir de 1815. L'exode rural est massif. L'isolement géographique de la région semble en outre y avoir retardé l'arrivée du progrès technique agricole et l'amélioration subséquente de la production. L'arrivée de la mécanisation, au début du XXe siècle, provoque la disparition des petits exploitants indépendants, incapables de survivre sans moyens financiers et n'ayant plus la possibilité d'offrir leur force de travail aux grands propriétaires. C'est à ces difficultés économiques majeures que vient ensuite s'ajouter la Première Guerre mondiale. En conséquence, la Lozère voit ainsi sa population décliner de 40 %, entre 1856 et 1914 ; en 1936, la population caussenarde a diminué de moitié,. Les terrasses agricoles sont en friche, la châtaigneraie est colonisée par les pins — utilisés jusque là pour l'étayage des galeries de mines.
Jusqu'à la fin du XVIIIe siècle, le massif de l'Aigoual présentait une réserve semblant inépuisable de bois clairs, de feuillus principalement, tout en abritant des pâturages réputés. Pourtant, dès le mitan du XIXe siècle, la forêt, surexploitée, a presque disparue sous l'effet de la demande, tant industrielle — du fait des mines, verreries et hauts-fourneaux avoisinants — que populaire, en bois, et des maladies touchant aussi bien le châtaignier que le ver du mûrier. Des glissements de terrain se produisent sur les sols déboisés tandis que les inondations dévastent les vallées, comme en 1844, 1856, 1861 ou 1868. Les sols sont d'autant plus fragilisés que les paysans pratiquent un écobuage excessif tandis que les importants troupeaux dévorent jusqu'aux taillis forestiers. Ainsi, la ruine menace et l'exode rural touche le massif et l'ensemble du haut pays cévenol à compter des années 1860 ; c'est à la même époque que l'État s'engage dans une politique de reboisement pour limiter les inondations en plaine. Malgré l'hostilité initiale des montagnards, le reboisement du massif de l'Aigoual est une réussite, sociale et politique.

### Le réveil du territoire

#### Un lent désenclavement
Alors que la voie Régordane avait vu son importance croitre entre les XIe et XIVe siècles, elle perd progressivement en importance du fait du développement de l'axe de la vallée du Rhône. Elle devient un simple chemin de pèlerinage, en direction notamment des abbayes de Saint-Gilles-du-Gard ou du Puy-en-Velay. De grands travaux routiers sont ensuite mis en œuvre au cours du XVIIe siècle, dans le but notamment de mieux contrôler les Cévennes protestantes. Les routes des crêtes, telle la corniche des Cévennes, ancienne voie de communication antique, sont aménagées afin de faciliter les mouvements de troupes. Agrandie, elle permet le passage des véhicules hippomobiles et devient route royale.
Les Causses sont restées isolées, à l'exception du Larzac, jusqu'au mitan du XIXe siècle, aucun intérêt stratégique ou commercial ne justifiant la mise en œuvre de travaux d'infrastructures routières. Le développement industriel des vallées a finalement permis l'arrivée du chemin de fer, avec la construction de la ligne de Béziers à Neussargues et, au-delà, Clermont-Ferrand et Paris. Il faut attendre la même époque et l'essor du tourisme pour que les routes y fassent leur apparition. La route des gorges de la Jonte est ainsi réalisée en 1875, celle des gorges du Tarn en 1883 ; la ligne de chemin de fer de Béziers à Millau voit le jour en 1874, avant celles de Paris à Millau et de Paris à Nîmes. Les Causses ne demeureront que médiocrement desservis.
Le grand axe nord-sud traversant le Larzac, après avoir été voie antique, romaine, route royale puis impériale, conserve néanmoins son rôle majeur dans les échanges à l'époque contemporaine en devenant la route nationale 9 ; c'est enfin l'autoroute A75 qui reprend, au XXIe siècle, les grandes lignes de son tracé.

#### Le renouveau de l'agropastoralisme
Le délaissement du modèle agropastoral se poursuit jusqu'à la fin du XXe siècle. Les années 1960 à 1990, sous l'impulsion de la politique agricole commune, voient l'augmentation de la taille des troupeaux par les éleveurs afin de pallier la chute des cours agricoles (prix du lait et de la viande). Ces nouvelles pratiques agricoles incluent recours aux intrants chimiques, de l'ensilage, intensification des cultures, construction de bâtiments d'élevage, etc. Ce développement de l'élevage entraine paradoxalement un recul du pâturage et une accélération de la colonisation déjà à l'œuvre des parcelles délaissées par des plantes ligneuses. De même, l’idée d’une reconversion de la région à la sylviculture — dans le prolongement du reboisement opéré depuis la fin du XIXe siècle — a été envisagée jusqu'aux années 1970.
Malgré ce contexte peu propice, l'agropastoralisme a néanmoins su se régénérer. Il a en cela beaucoup bénéficié de l'arrivée sur ce territoire de nouveaux habitants, simples néoruraux ou contestataires et autres « alternatifs ». Marqués par une volonté de retour à la terre, d'attachement à la nature voire par un modèle de vie communautaire, seuls 10 % de ces émigrés de l'intérieur sont restés. Cependant, suffisamment nombreux et motivés, ils ont contribué à la renaissance du pastoralisme, nombre d'entre eux s'étant tourné vers l'élevage — ovin dans les Causses, caprin dans les Cévennes. En outre, le projet d'extension du camp militaire du Larzac fait naitre une importante résistance populaire, laquelle unit spontanément néoruraux et paysans locaux pendant toute une décennie. Une fois le projet abandonné en 1981, les terres ont été rétrocédées par l'État et de nouveaux agriculteurs ont ainsi eu l'opportunité de s'installer, lesquels ont donné une nouvelle impulsion à l'économie agropastorale, soutenue en cela par la politique de modernisation de l’agriculture française. Enfin, le modèle de « l’économie agri-environnementale », soutenu par la politique agricole commune, s'est révélé particulièrement adapté à l'agropastoralisme local en combinant objectifs d’élevage et environnementaux. Depuis les années 1960, le nombre d'exploitation est stable, ce qui marque de fait la fin de l'exode rural.

## Candidature

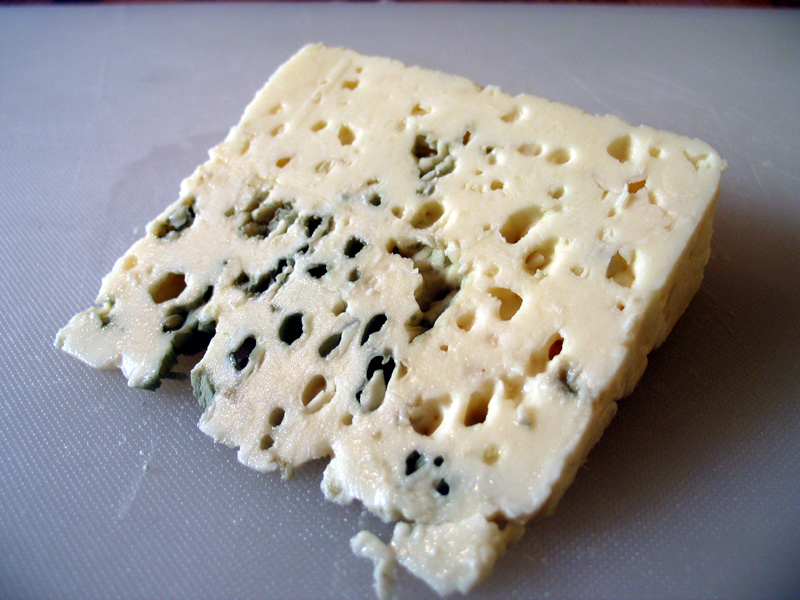
Une tranche de roquefort.

C'est en janvier 2005 qu'est déposé un premier dossier auprès de l'UNESCO, au titre de « paysages culturels évolutifs vivants ». Le dossier est alors étudié en juillet 2006 à Vilnius mais est refusé.
Les différents acteurs du projet préparent dans la foulée un nouveau dossier. Ce dernier est lui aussi refusé en juin 2009 à Séville.
C'est alors un troisième dossier qui est mis en place. L'accent est porté sur l'agro-pastoralisme, appuyant notamment sur l'élevage extensif des ovins pour la production du fromage, tel le roquefort. La candidature est cependant menacée par la polémique sur la possible exploitation des sols pour extraire des gaz de schiste.
Le dossier est porté par Rama Yade et est accepté en juin 2011 à Paris.

## Territoire protégé par l'UNESCO

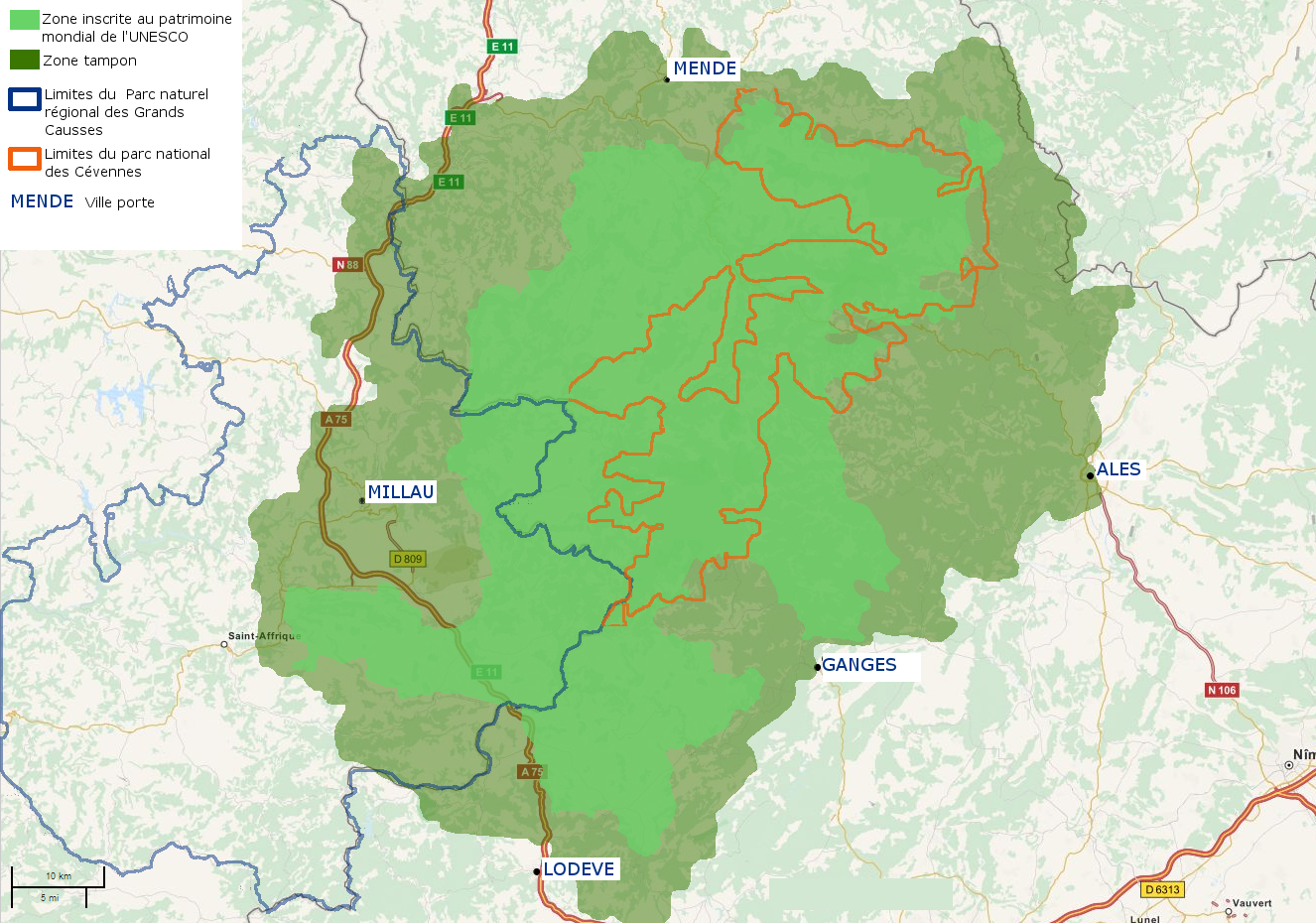
Carte de la zone protégée.

Les territoires protégés des Grands Causses et des Cévennes sont situés dans le sud du Massif central, répartis sur 4 départements (Aveyron, Gard, Hérault et Lozère). Ces territoires sont délimités par cinq villes dites « villes portes » qui sont Mende, Alès, Ganges, Lodève et Millau.
Ces territoires étaient déjà en partie protégés, par le biais du parc national des Cévennes et du Parc naturel régional des Grands Causses.
La zone protégée de l'UNESCO est répartie sur 134 communes et est entourée d'une « zone tampon », zone répartie sur 97 communes.
La protection met également en valeur l'histoire de la région au travers de l'habitat sur les causses dû à « l'organisation des grandes abbayes à partir du XIe siècle » ainsi que la relation qu'il peut exister entre « les systèmes agro-pastoraux et leur environnement biophysique ».

## Pour approfondir

#### Dossier d'inscription sur la liste du patrimoine mondial
Ministère de l’Écologie, du Développement durable, des Transports et du Logement, Les Causses et les Cévennes, paysage culturel de l’agro-pastoralisme méditerranéen : Dossier d'inscription sur la liste du patrimoine mondial, janvier 2011 (lire en ligne).
1. ↑  p. 18
2. ↑  p. 9 et s
3. 1 2 3  p. 13
4. 1 2 3 4  p. 17
5. 1 2 3 4 5  p. 15
6. ↑  p. 16
7. ↑  p. 17 & 18
8. ↑  p. 25
9. 1 2 3  p. 27
10. 1 2 3 4 5 6  p. 49
11. 1 2 3 4  p. 81
12. ↑  p. 28
13. ↑  p. 30
14. 1 2 3 4  p. 31
15. 1 2 3  p. 82
16. 1 2  p. 83
17. 1 2 3  p. 32
18. 1 2  p. 84
19. 1 2 3  p. 33
20. 1 2 3 4  p. 85
21. 1 2  p. 86
22. ↑  p. 34
23. ↑  p. 87
24. ↑  p. 88

#### Atlas des paysages du Languedoc-Roussillon
Atlas des paysages du Languedoc-Roussillon, réalisé par la direction régionale de l'Environnement, de l'Aménagement et du Logement (DREAL) de Languedoc-Roussillon et l'agence Folléa-Gautier, paysagistes-urbanistes, 2003-2008, consulté le 7 novembre 2020 (lire en ligne).
1. ↑  Le causse de Sauveterre boisé
2. ↑  Le causse de Sauveterre ouvert
3. ↑  Le causse Méjean boisé
4. ↑  Le causse Méjean ouvert
5. ↑  Le causse du Larzac
6. ↑  Le causse Noir
7. ↑  Les causses de Blandas et de Campestre
8. 1 2  Le mont Lozère
9. 1 2  Le mont Aigoual
10. ↑  Les Cévennes des serres et des valats
11. ↑  Les vallées entre Cévennes et Méjean
12. ↑  Les gorges de la Vis

#### Atlas des paysages du Parc national des Cévennes
Atlas des paysages, Parc national des Cévennes, 2016 (lire en ligne).
1. ↑  « Les grands ensembles de paysages du parc : les causses et les gorges » [PDF] (consulté le 28 mars 2021)
2. 1 2  « Les grands ensembles de paysages du parc : le mont Lozère » [PDF] (consulté le 28 mars 2021)
3. ↑  « Les grands ensembles de paysages du parc : le Bougès » [PDF]
4. 1 2  « Les grands ensembles de paysages du parc : le Mont Aigoual et le plateau du Lingas » [PDF]
5. 1 2 3 4 5 6  « Les grands ensembles de paysages du parc : Les Cévennes des serres et des valats » [PDF]
6. ↑  « La haute vallée du Luech » [PDF] (consulté le 28 mars 2021)
7. ↑  « La can de Barre et le plan de Fontmort » [PDF] (consulté le 28 mars 2021)
8. ↑  « La vallée Française » [PDF] (consulté le 28 mars 2021)
9. ↑  « La vallée Borgne et le Gardon de Saint-Jean » [PDF] (consulté le 28 mars 2021)
10. ↑  « La vallée de Valleraugue » [PDF] (consulté le 28 mars 2021)
11. ↑  « La vallée du Rieutord » [PDF] (consulté le 28 mars 2021)
12. ↑  « La vallée de la Salindrenque » [PDF] (consulté le 28 mars 2021)
13. ↑  « Les grands ensembles de paysages du parc : Les avant-causses et les vallées intérieures en transition entre les massifs » [PDF] (consulté le 28 mars 2021)

#### Inventaire national du patrimoine naturel
Inventaire national du patrimoine naturel des zones naturelles d'intérêt écologique, faunistique et floristique (ZNIEFF).
1. ↑  Samuel Talhoet, « ZNIEFF 730011175 : Causse Noir et ses corniches » [PDF] (consulté le 8 novembre 2020)

#### Autres références
1. 1 2  UNESCO (contenu disponible sous licence CC-BY-SA IGO 3.0), « Les Causses et les Cévennes, paysage culturel de l’agro-pastoralisme méditerranéen (description) », sur le site du Centre du patrimoine mondial (consulté le 10 novembre 2020)
2. ↑  Frédéric Zégierman, Le guide des pays de France : 1, Nord ; 2, Sud, Paris, Fayard, 1999, 637 p., 2 vol. (749, 637 p.) : cartes, couv. ill. en coul. ; 24 cm (ISBN 2-213-59960-2 et 2-213-59961-0, BNF 37041895), Vol. 2 : Sud
3. ↑  S. Souchay, Du paysage à sa dénomination, une contrée cévenole, maîtrise de géographie Toulouse Mirail, 2005.
4. ↑  « Carte IGN classique » sur Géoportail.
5. ↑  Jean-Claude Guérin, « Le massif domanial de l'Aigoual cent ans après Georges Fabre : Première partie », Revue forestière française, vol. 63 no 4,‎ 2011, p. 469-486 (DOI 10.4267/2042/45830)
6. ↑  Daniel M. Trümpy, Le Lias moyen et supérieur des Grands Causses et de la région de Rodez, Université de Pau et des pays de l'Adour, 1983, p. 45.
7. ↑  Turq, A. (2000). Les Refuges naturels, Paléo, 2(1), 95-97.
8. ↑  « Définition de aven », sur le site du centre national de ressources textuelles et lexicales (CNRTL) (consulté le 8 novembre 2020)
9. ↑  « École de Terrain : histoire tectonique de la faille des Cévennes. », sur planet-terre.ens-lyon.fr (consulté le 20 novembre 2016).
10. ↑  la rédaction de Futura, « Épisode cévenol », sur Futura (consulté le 15 novembre 2020)
11. ↑  « Qu'est ce qu'un épisode méditerranéen ? », sur www.meteofrance.fr (consulté le 15 novembre 2020)
12. ↑  « Pluies extrêmes en France métropolitaine », sur le site de Météo France (consulté le 15 novembre 2020)
13. ↑  « Observatoire du Mont-Aigoual : Climatologie. », sur le site de l'observatoire du Mont Aigoual (consulté le 15 novembre 2020)
14. ↑  « Les records de vents en France », sur La chaîne météo, 10 janvier 2019 (consulté le 27 février 2021)
15. ↑  Florence Kalfoun, « La perte du Bonheur et l'abîme de Bramabiau (Gard) », sur le site Planet Terre de l'ENS Lyon, 23 mai 2005 (consulté le 11 novembre 2020)
16. ↑  Jean-Claude Guérin, « Le massif domanial de l’Aigoual cent ans après Georges Fabre », Revue forestière française, Paris, AgroParisTech, vol. LXIII, no 4,‎ 2011, p. 478 (lire en ligne, consulté le 23 mars 2021)
17. ↑  Languedoc-Roussillon Unesco : Démission de Rama Yade et gaz de schiste plombent Causses-Cévennes Midi Libre 18 juillet 2011
18. ↑  Actualirés, Unesco.org
19. 1 2  Site officiel Rubrique Présentation > Localisation en France
20. ↑  Fiche du dossier sur le site de l'UNESCO